# Álarcos vízitirannusz
Az álarcos vízitirannusz (Fluvicola nengeta) a madarak osztályának verébalakúak (Passeriformes) rendjébe a királygébicsfélék (Tyrannidae) családjába tartozó faj.

## Rendszerezése
A fajt Carl von Linné svéd természettudós, orvos és botanikus írta le 1766-ban, a Lanius nembe Lanius Nengeta néven.

## Alfajai
- Fluvicola nengeta atripennis P. L. Sclater, 1860
- Fluvicola nengeta nengeta (Linnaeus, 1766)[2]

## Előfordulása
Két elkülönült populációja van, az egyik Ecuadorban és Peruban, a másik Brazília keleti részén. Állandó nem vonuló faj, de kóborlásai során eljut Paraguayba is. 
Természetes élőhelyei a szubtrópusi és trópusi síkvidéki cserjések, édesvízi mocsarak, lápok, folyók és patakok környéke, valamint szántók és másodlagos erdők.

## Megjelenése
Testhossza 15 centiméter, testtömege 21 gramm. Szemsávja fekete. Szárnyai és farkának szélei sötétbarnák, a madár többi része piszkosfehér.

## Életmódja
Növényeken keresi rovarokból álló táplálékát.
|  |

## Szaporodása
Fák ágaira növényi anyagokból építi fészkét, melyet tollakkal bélel ki.

## Természetvédelmi helyzete
Az elterjedési területe rendkívül nagy, egyedszáma pedig növekedik. A Természetvédelmi Világszövetség Vörös listáján nem fenyegetett fajként szerepel.